# Девід Сільверман
Девід Сільверман (англ. David Silverman; нар. 13 серпня 1966, Марблгед, Массачусетс, США) — американський адвокат, раніше займав пост президента Американських атеїстів, некомерційної організації, спрямованої на підтримку прав атеїстів і усунення вираженого впливу релігії в суспільстві, в тому випадку, коли це інтерпретується як порушення Першої поправки до Конституції США.

## Кар'єра
Девід Сільверман вперше почав відкрито сумніватися в релігії ще в школі, в інтерв'ю він часто згадує, що став атеїстом у віці шести років. Хоча він ніколи не замикався в своїй невірі, він був змушений це зробити на своїй Бар-Міцва. Він називає це поворотною подією у своєму житті, коли він вирішив не брехати про свій атеїзм знову, тому що йому довелося, стоячи на сцені, сказати всім, кого він знає, що він вірив у Бога. Сімнадцять років потому його батько зізнався, що теж був атеїстом. Сільверман здобув ступінь бакалавра в галузі інформатики в університеті Брандейса і ступінь магістра бізнес-адміністрування в торгівлі в університеті штату Пенсильванія. Протягом восьми років роботи професійним винахідником у Bell Labs отримав 74 патенти, крім того, був автором статей, зокрема для Inventors Digest.
Сільверман почав працювати з Американськими атеїстами 1996 року, виконуючи різні функції, зокрема був директором відділення в Нью-Джерсі, директором з комунікацій, віцедиректором. 16 вересня 2010 року його обрано директором Американських атеїстів, він змінив на посту Еда Бакнера. Сільверман також є одним з організаторів телевізійної програми Atheist Viewpoint (рос. Атеистическая точка зрения), пише для No-God Blog, відвідує акції протесту, дебати і конференції, присвячені атеїзму і вільнодумству по всій країні.
У квітні 2018 року Девіда Сільвермана звільнено з поста президента Американських атеїстів після внутрішнього розслідування, викликаного звинуваченнями в сексуальних домаганнях і фінансових конфліктах. Сам Сільверман заперечує будь-яку неправомірну поведінку.

## Виступи в ЗМІ
Перебуваючи на посаді директора з комунікацій та віцепрезидента Американських атеїстів, Сільверман зробив лише кілька виступів, але їх кількість зросла після того, як він став президентом. Рекламна кампанія атеїстичного усвідомлення в грудні 2010 року викликала суперечки і збільшила вплив засобів масової інформації на організацію. Внаслідок цієї кампанії Сільверман з'явився в низці телевізійних шоу, починаючи з кінця 2010 року, перш за все в The O'Reilly Factor 4 січня 2011 року.
Саме під керівництвом Сільвермана група Американських атеїстів перешкоджала збереженню хрестоподібного каркаса зі сталевих балок Всесвітнього торгового центру. Сільверман висловився так:
|  | Хрест Всесвітнього торгового центру став християнською іконою. Його благословили за допомогою так званих святих і представили як нагадування про те, що їхній Бог, який не подбав про те, щоб зупинити терористів або запобігти вбивству 3000 осіб в ім'я себе, перейнявся тільки тим, щоб подарувати нам якісь уламки, що нагадують хрест. |

У 2011 році Сільверман взяв участь і виступив на національному з'їзді Американських атеїстів у Де-Мойні, штат Айова. Під час свого виступу він оголосив про мітинг Розуму, запланований на весну 2012 року. 24 березня 2012 року мітинг Розуму відбувся на Національній алеї у Вашингтоні, округ Колумбія.
28 жовтня 2011 року Девід Сільверман і Дінеш Д'Суза брали участь у дебатах про вигоду й доцільність християнства для США.

## Особисте життя
Сільверман протягом двадцяти років був одруженим з видавчинею Гільде Сільверман, активною прихожанкою в юдаїзмі. У шлюбі в них народилася одна дочка.
У штаті Нью-Джерсі є можливість самостійно підібрати собі автомобільний номер з комбінації цифр і букв, але коли Сільверман заробив запит на номерний знак з комбінацією ATHE1ST, Комісія з управління автотранспортними засобами Нью-Джерсі визнала його «небажаним». Після поданої апеляції номерний знак все-таки випустили.